# Juan Antonio Villacañas
Juan Antonio Villacañas (10. ledna 1922, Toledo, Španělsko – 21. srpna 2001, tamtéž) byl španělským básníkem, esejistou a kritikem.

## Biografie
Jelikož se narodil ve španělském Toledu v roce 1922, Občanská válka předčasně ukončila jeho středoškolské vzdělání. V armádě povinně sloužil na různých místech jako v Melille a Aránském údolí Pyrenejí. V Mellile byl pověřen přeorganizováním knihovny vojenského klubu a využil této příležitosti k svému intenzivnímu vzdělávání, když dychtivě a hojně četl. Po návratu do Toleda byl zaměstnán městskou radou, kde později převzal vedení nad uměním a kulturou. Tuto pozici si udržel mnoho let. Jeho sbírka básní Los Sapos z roku 1968 je obviňováním zneužívání moci, přičemž městská rada v ní figuruje zároveň jako realita a přirovnání pro takovou moc. V roce 1956 dostal Villacañas pozvání od Belgické Akademie Francouzského jazyka a literatury k účasti na třetím ročníku Bienale Internationale de Poésie v Knokke-le-Zoute v Belgii. Jeho blízké přátelství s hispanistou a básníkem Edmondem Vanderkammenem začalo právě v této době. Vanredkammen revidoval jeho Conjugación Poética del Greco v časopise pro básníky z roku 1959 a přeložil několik jeho básní do Francouzštiny. Ty se všechny objevily v tomtéž časopise v roce 1972. Po jeho návštěvě v Belgii měl Villacañas rozhovor s UNESCem v Paříži, kde se jeho hlas nahrával pro speciální vysílání pro Španělsky mluvící část Ameriky. Od padesátých let se jeho práce začínaly objevovat v národních i mezinárodních básnických antologiích. Ve stejné době se výňatky z jeho básní a kritik objevovaly v různých časopisech a novinách.
Villacañas prožil v Toledu celý svůj život a vůči různým uměleckým skupinám a trendům v kritice zůstal nestranný a sledoval svůj vlastní poetický i kritický směr. Tato odtažitost mu od osmdesátých let přinášela mlčení a odstup ze stran již fungujících uměleckých skupin a kritických trendů.

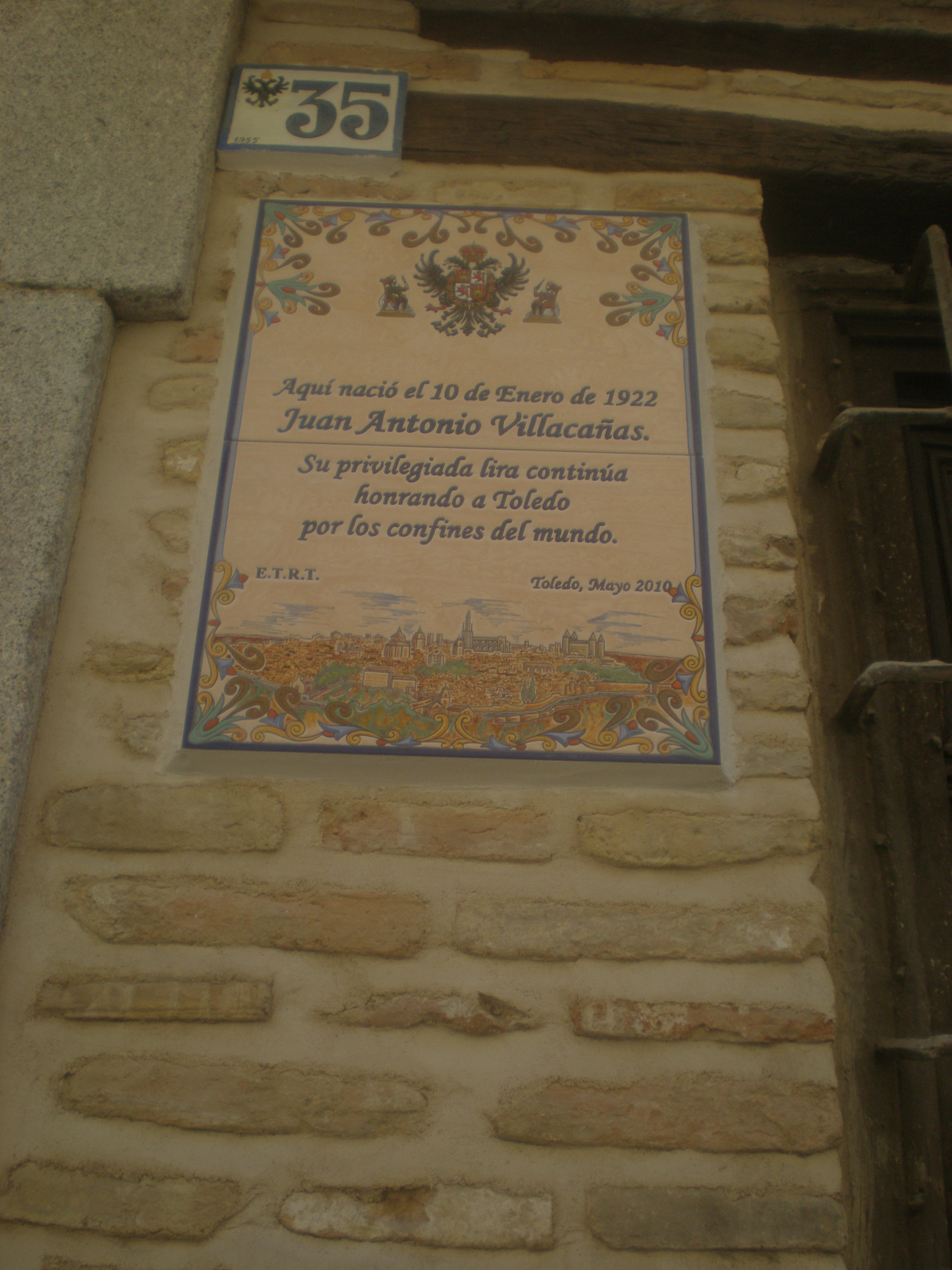
Pamětní deska na rodném domě Juan Antonio Villacañas

Od roku 2001 však stoupá počet Španělských i zahraničních básníků a kritiků, kteří obdivují Villacañasovo dílo. Toto obrození, které přišlo po pomlce posledních desetiletí dvacátého století znovu poukazuje na důležitost Juana Antonia Villacana. V úvahu v tomto ohledu přichází například uznání takových básníků a kritiků, mezi které patří Emilio Porta, , Pablo Luque Pinilla , Roberto Carlos Hernández Ferro , Enrique Gracia  y Michael Smith .
V roce 2001 byl každoroční knižní veletrh v Toledu věnován Juanu Antoniovi Villacañovi. Zahajovací řeč pronesla jeho dcera, Beatriz Villacañová.

## Díla
Juan Antonio Villacañas napsal třicet tři básnických sbírek, které zahrnovaly širokou škálu námětů a forem, od volného verše (již od padesátých let) až k sonetu, od slok a rýmů podle vlastní vynalézavosti až po lyriku: Juan Antonio Villacañas doplnil tuto tradiční formu novým a překvapujícím obsahem do té míry, že dnes jsou jeho lyriky známé jako “juanantonianas lyriky”. K poctě mistrovství Juana Antonia Villacana a jeho lyrik, vymyslel Juan Ruiz de Torres novou formu, která vzešla z Villacañovy, a která se jmenuje delyrika. V souvislosti s poezií také vyprodukoval mnoho kritiky a esejů (které se objevily v široké škále publikací, například v La Estafeta Literaria a Nueva Estafeta, vedena Luisem Rosalesem) a dvě knihy prózy: Bécquer o la Poesía de Todos (za kterou získal cenu Círculo de Escritores y Poetas Iberoamericanos v New Yorku v roce 1971) a Versómanos (z roku 1989).
V posledním díle ze jmenovaných Villacañas rozkrývá prvky, které zvýrazňují velkou část převládající básnické kritiky tehdejší doby. Básně, krátké povídky a různorodé texty mohou být nalezeny v takových publikacích jako ABC, Poesía Española (1ª y 2ª Épocas), Diario Ya, Poesía Hispánica, Diario de León, Le Journal des Poètes and El Mercurio de Chile.
V sedmdesátých letech Juan Antonio Villacañas zkoumá nový způsob tvorby: jednotu básně a obrazu, aby vytvořil silnou spojnici, kterou nazval “liriforma”. Výstava těchto “liriforem” společně vytváří knihu nazvanou Testamento de Carnaval. Prvního ledna roku 1976 zaplnil periodický tisk La Estafeta Literaria společně s dalšími sdělovacími prostředky zprávy rozhovorem s autorem.

### Poezie
- 1952, Navegando en la Noche
- 1952, Legionario del Mundo
- 1953, Brisas Íntimas
- 1954, Palabras
- 1954, El Tiempo Justo
- 1955, El Diluvio Universal
- 1957, La Estatua Animada
- 1958, Conjugación Poética del Greco
- 1960, Marcha Destriunfal
- 1961, Música en las Colinas
- 1962, Los Vagos Pensamientos
- 1964, Sala de Juego
- 1965, La Llama entre los Cerezos
- 1968, Los Sapos
- 1971, Cárcel de la Libertad (Premio “Ausiàs March” 1969)
- 1971, Las Humanas Heridas de las Piedras
- 1973, Rebelión de un Recién Nacido
- 1975-1976, Testamento del Carnaval (Liriformas)
- 1980, El Dante en Toledo
- 1980-1984, Estado de Gracia (Incluido en Argumento de Mi Biografía, 2000 como Cartas Pasión con Tetis, 1980)
- 1990, 20 Poemas de Antón y una Canción Inesperada
- 1991, El Humor Infinito de la Historia
- 1993, Homenaje a la Lira en Larga Sobremesa con Luciano
- 1995, Se Equivocó el Profeta
- 1995, Las Tentaciones de Sanjuanantonio
- 1996, A Muerto por Persona
- 1996, Al Margen de lo Transitable (bajo el seudónimo de Juan Amor de Velasco)
- 1996, Antología Poética
- 1997, Sublevación de la Melancolía
- 1998, Sandemonio en la Gloria
- 1998, Sublimación de la Desobediencia
- 1999, Balbuciendo
- 2000, Argumento de la Poesía
- 2000, Argumento de mi Biografía
- 2000, Déjame al Conde-Duque, que lo mato (Juan Amor de Velasco)
- 2001, La Soberbia del Gesto (Inédito)
- 2009 Juan Antonio Villacañas: Selected Poems. Español-Inglés. Traducción de Michael Smith y Beatriz Villacañas. Edición Luis Ingelmo. Shearsman. RU.

### Eseje
- 1971, Bécquer o la Poesía de Todos
- 1989, Versómanos

### Ocenění a pocty
- Toledo de Periodismo, 1957.
- Gran Duque de Alba, 1963.
- Países Hispánicos, 1964.
- Premio Provincia de León, 1965.
- Juan de Baños, 1965.
- Nacional de Literatura de Tema Deportivo, 1966.
- Instituto de Cultura Hispánica, 1967.
- Justas Poéticas Ayuntamiento de Madrid 1968.
- Ausias March 1969.
- Premio Círculo de Escritores y Poetas Iberoamericanos de Nueva York.

V roce 2000 navrhla Academia de Bellas Artes y Ciencias Históricas de Toledo Villacaña jako kandidáta na Premio Reina Sofía de Poesía Iberoamericana.

### Antologie
- Antologías de Poesía Española, 1955–1956; 1956–1957; 1961–1962; 1963–1964; 1964-1965. Luis Jiménez Martos, Aguilar.
- Poésie Espagnole Contemporaine, 1962. Templeuve.
- La Poesía Española en 1961, 1963. Cuadernos Bibliográficos VIII, CSIC.
- Panorama Poético Español, 1965. Luis López Anglada. Editora Nacional.
- Antología Bilingüe (Español-Inglés) de la Poesía Española Moderna, 1965. Helen Wohl Patterson. Ediciones Cultura Hispánica.
- Quién es Quién en las Letras Españolas. Primera Edición: Guillermo Díaz Plaja, 1969. Ediciones consecutivas 1973 y 1979. Instituto Nacional del Libro Español.
- Poetas Sociales Españoles, 1974. José Gerardo Manrique de Lara. Epesa.
- Poesía Castellana de Cárcel, 1976, José María Balcells. Dirosa.
- Poesía Erótica en la España del Siglo XX, 1978, Jacinto López Gorgé y F. Salgueiro. Vox.
- Antología-Homenaje a Teresa de Jesús, 1982, Colección Poesía Nueva, Madrid.
- Poetas de Hoy en España y América, 1983, Colección Poesía Nueva, Madrid.
- Jornadas de Poesía Luso-Española, 1983, Taller Prometeo de Poesía, Madrid.
- La Cultura en Castilla-La Mancha y sus Raíces, 1984, Textos de Rafael Morales y Ficha Bio-Bibliográfica de Francisco Fúster Ruiz, Junta de Comunidades de Castilla-La Mancha.
- Quién es Quién en Poesía, 1985, Prometeo, Madrid.
- Poetas de Castilla-La Mancha (1939-1985), 1986, Alfredo Villaverde, Patronato Municipal de Cultura, Ayuntamiento de Guadalajara.
- Antología Ibero-Americana de la Guitarra, 1987, Luis F. Leal Pinar. Editorial Alpuerto, Madrid.
- Poetas Hispanoamericanos para el Tercer Milenio, 1993, Alfonso Larrahona Kästen, México.
- Cantores del Corpus Christi, Antología de Poesía Lírica Toledana, 1996, Elizabeth Wilhelmsen (Selección, Introducción y Documentación) General Editor: Robert Laner, Ibérica, Vol. 13, Peter Lang, New York, Washington, DC.
- Guitarra de 26 Cuerdas, Antología Bilingüe Español-Ruso. Juan Ruiz de Torres, Yuri Shashkov y Victor Andreev. Asociación de Hispanistas de San Petersburgo.